# Villa Heights (Virginia)
Villa Heights es un lugar designado por el censo en el  condado de Henry, Virginia  (Estados Unidos). Según el censo de 2010 tenía una población de 717 habitantes.

## Demografía
Según el censo del 2000, Villa Heights tenía 845 habitantes, 343 viviendas, y 229 familias. La densidad de población era de 339,9 habitantes por km².
De las 343 viviendas en un 26,5%  vivían niños de menos de 18 años, en un 45,2%  vivían parejas casadas, en un 16% mujeres solteras, y en un 33,2% no eran unidades familiares. En el 28,9% de las viviendas  vivían personas solas el 13,1% de las cuales correspondía a personas de 65 años o más que vivían solas. El número medio de personas viviendo en cada vivienda era de 2,46 y el número medio de personas que vivían en cada familia era de 2,98.
Por edades la población se repartía de la siguiente manera: un 21,5% tenía menos de 18 años, un 11,2% entre 18 y 24, un 29% entre 25 y 44, un 21,4% de 45 a 60 y un 16,8% 65 años o más.
La edad media era de 36 años.  Por cada 100 mujeres de 18 o más años  había 95 hombres.
La renta media por vivienda era de 25.526$ y la renta media por familia de 30.052$. Los hombres tenían una renta media de 21.488$ mientras que las mujeres 17.300$. La renta per cápita de la población era de 13.491$. En torno al 10,2% de las familias y el 18,6% de la población estaban por debajo del umbral de pobreza.

## Localidades adyacentes
El siguiente diagrama muestra a las localidades más próximas a Villa Heights.